# Нокс (окръг, Охайо)
Вижте пояснителната страница за други значения на Нокс.
Окръг Нокс (на английски: Knox County) е окръг в щата Охайо, Съединени американски щати. Площта му е 1373 km², а населението - 54 500 души (2000). Административен център е град Маунт Върнън.